# Liste der Einträge im National Register of Historic Places im Knox County (Indiana)

Lage des Knox County in Indiana

Die Liste der Einträge im National Register of Historic Places im Knox County in Indiana führt die Bauwerke und historischen Stätten im Knox County auf, die in das National Register of Historic Places aufgenommen wurden.

## Legende
| NRHP | Historic Place             |
| HD   | Historic District          |
| NHL  | National Historic Landmark |
| NHP  | National Historic Park     |

## Aktuelle Einträge
| [ 2 ] | Name                                            | Bild                                            | Eintragsdatum                | Lage | Ort                 | Beschreibung                                 |
| ----- | ----------------------------------------------- | ----------------------------------------------- | ---------------------------- | --- | ------------------- | -------------------------------------------- |
| 1     | County Bridge No. 45                            | County Bridge No. 45                            | 2006 ID-Nr. 06000856         | Brücke der Carries County Road 229 über den White River, nordöstlich von Wheatland 38° 40′ 46″ N, 87° 16′ 22,8″ W | Steen Township      | Reicht bis in das benachbarte Daviess County |
| 2     | Enoco Coal Mine                                 | Enoco Coal Mine                                 | 2010 ID-Nr. 10001100         | Nordseite der Grundman Road, rund 2,5 km südlich von Bruceville 38° 43′ 46″ N, 87° 24′ 50″ W                      | Washington Township |                                              |
| 3     | Fort Knox II Site                               | Fort Knox II Site                               | 1982 ID-Nr. 82000045         | Rund 5 km nördlich von Vincennes 38° 43′ 27″ N, 87° 30′ 24″ W                                                     | Vincennes           |                                              |
| 4     | George Rogers Clark National Historical Park    | George Rogers Clark National Historical Park    | 1966 ID-Nr. 66000007         | 2nd Street, südlich des US 50 38° 40′ 44″ N, 87° 32′ 7″ W                                                         | Vincennes           |                                              |
| 5     | Hack and Simon Office Building                  | Hack and Simon Office Building                  | 2003 ID-Nr. 03000141         | 1101 North 3rd Street 38° 41′ 4″ N, 87° 31′ 14,5″ W                                                               | Vincennes           |                                              |
| 6     | William Henry Harrison Home                     | William Henry Harrison Home                     | 1966 ID-Nr. 66000018         | 3 West Scott Street 38° 41′ 8″ N, 87° 31′ 34″ W                                                                   | Vincennes           |                                              |
| 7     | Kixmiller's Store                               | Kixmiller's Store                               | 1978 ID-Nr. 78000035         | Carlise Street Ecke Indianapolis Street 38° 51′ 54″ N, 87° 18′ 21″ W                                              | Freelandville       |                                              |
| 8     | Andrew Nicholson Farmstead                      | Andrew Nicholson Farmstead                      | 2005 ID-Nr. 05000606         | 12095 East IN 550, nordwestlich von Wheatland 38° 40′ 8″ N, 87° 19′ 0″ W                                          | Steen Township      |                                              |
| 9     | Old Cathedral Complex                           | Old Cathedral Complex                           | 1976 ID-Nr. 76000025         | 205 Church Street 38° 40′ 44″ N, 87° 32′ 3″ W                                                                     | Vincennes           |                                              |
| 10    | Old State Bank                                  | Old State Bank                                  | 1974 ID-Nr. 74000021         | North 2nd Street 38° 40′ 50,4″ N, 87° 31′ 52″ W                                                                   | Vincennes           |                                              |
| 11    | Pyramid Mound (12k14)                           | Pyramid Mound (12k14)                           | 12. Mai 1975 ID-Nr. 75000023 | Südseite der Wabash Avenue 38° 40′ 14″ N, 87° 30′ 22″ W                                                           | Vincennes           | Auch bekannt als Lower Sugarloaf Mound       |
| 12    | Shadowwood                                      | Shadowwood                                      | 2001 ID-Nr. 01000618         | 6451 East Wheatland Road, östlich von Vincennes 38° 41′ 59″ N, 87° 25′ 6″ W                                       | Palmyra Township    |                                              |
| 13    | Alfred Simonson House                           | Alfred Simonson House                           | 2009 ID-Nr. 09001131         | 207 Shipping Street 38° 48′ 42,5″ N, 87° 14′ 55,2″ W                                                              | Edwardsport         |                                              |
| 14    | Territorial Capitol of Former Indiana Territory | Territorial Capitol of Former Indiana Territory | 1973 ID-Nr. 73000021         | Abgegrenzt durch Harrison Street, 1st Street, Scott Street und Park Street 38° 41′ 7,4″ N, 87° 31′ 30,6″ W        | Vincennes           |                                              |
| 15    | Vincennes Fortnightly Club                      | Vincennes Fortnightly Club                      | 2000 ID-Nr. 00001133         | 421 North 6th Street 38° 40′ 45″ N, 87° 31′ 31″ W                                                                 | Vincennes           |                                              |
| 16    | Vincennes Historic District                     | Vincennes Historic District                     | 1974 ID-Nr. 74000022         | Vincennes 38° 40′ 41″ N, 87° 31′ 43″ W                                                                            | Vincennes           |                                              |

## Frühere Einträge
| [ 2 ] | Name                | Bild                | Eintragsdatum        | Lage | Ort              | Beschreibung                             |
| ----- | ------------------- | ------------------- | -------------------- | --- | ---------------- | ---------------------------------------- |
| 1     | Ebner-Free House    |                     | 1999 ID-Nr. 85000601 | 120 Locust Street 38° 41′ 46,4″ N, 87° 36′ 22,9″ W                                                           | Vincennes        |                                          |
| 2     | Rose Hill Farmstead | Rose Hill Farmstead | 1995 ID-Nr. 95000202 | Old Louisville Road, rund 400 m nördlich der Kreuzung mit der Old Wheatland Road 38° 42′ 1″ N, 87° 25′ 11″ W | Palmyra Township | Im Jahr 2012 aus dem Register gestrichen |